# Джайя Парамешвараварман II
Джайя Парамешвараварман II (или IV; собственное имя — Ангшараджа; умер около 1252) — царь царей Тямпы (Чампы) с 1220 (коронован в 1226 году) до около 1252 года.